# Cerodontha albineura
Cerodontha albineura este o specie de muște din genul Cerodontha, familia Agromyzidae, descrisă de Zlobin în anul 1993.
Este endemică în Mongolia. Conform Catalogue of Life specia Cerodontha albineura nu are subspecii cunoscute.